# Eoghanospongia carlinslowpensis
Eoghanospongia carlinslowpensis (лат.) — вид вымерших шестилучевых губок из монотипического рода Eoghanospongia. Ископаемые остатки обнаружены в отложениях формации Уэзер-Лоу-Линн (местонахождение R82) в Пентленд-Хиллс, Шотландия, Великобритания, относящихся к теличскому ярусу силурийской системы.   
Тело губки было грибовидным и, поскольку место прикрепления педункля к нему не обнаружено, предположительно располагалось на стебле. Анатомически схожа с современными представителями семейства Rossellidae (особенно Caulophacus) и поэтому может относиться к этому семейству, хотя из-за скудности материала затруднительно делать какие-либо однозначные выводы

## История открытия
Вид и род научно описаны Джозефом Боттингом, Ивой Канделой, Висеном Каррио и Уильямом Крайтоном в 2020 году (Botting et al., 2020) в статье, анонсированной в 2019 году. Известен один образец: голотип NMS G.2010.38.1 и его контротпечаток NMS G.2010.38.2. Родовое название дано в честь Эогана Канделы, сына второго автора, неоднократно помогавшего со сбором окаменелостей. Видовое название происходит от Carlins Lowp (Карлинс-Лоуп; буквально — «прыжок ведьмы»), шотландского наименования Карлопса, являющего ближайшим к месту обнаружения остатков населённым пунктом. 